# Municipio de San Mateo Sindihui
El municipio de San Mateo Sindihui (del mixteco: xaa, andehui ‘pie, cielo’‘Al pie del cielo’) es uno de los 570 municipios que conforman al estado mexicano de Oaxaca. Pertenece al distrito de Nochixtlán, dentro de la región mixteca. Su cabecera es la localidad de San Mateo Sindihui.

## Geografía
El municipio abarca 137.60 km² y se encuentra a una altitud promedio de 1460 m s. n. m., oscilando entre 2300 y 900 m s. n. m.
Colinda al norte con los municipios de San Juan Teita, Santa María Tataltepec y Santiago Tilantongo; al este con Santiago Tilantongo, Yutanduchi de Guerrero, San Pedro Teozaocalco y San Francisco Cahuacuá; al sur con San Francisco Cahuacuá y Santa Cruz Tacahua; y al oeste con San Pablo Tijaltepec y San Juan Teita.

### Fisiografía
San Mateo Sindihui pertenece a la provincia de la Sierra Madre del Sur. El 86% de su territorio es cubierto por el sistema de topoformas de la sierra alta compleja, dentro de la subprovincia de la mixteca alta; el 10% corresponde al sistema de topoformas de la sierra de cumbres tendidas, dentro de la subprovincia de las sierras centrales de Oaxaca; y el 4% restante es abarcado por el sistema de topoformas del cañón típico, dentro de la subprovincia de la cordillera costera del sur. El tipo de relieve que predomina es el de montaña.

### Agricultura
El cultivo principal es el maíz en aproximadamente 80 %, continua el frijol; otros cultivos esporádicos es el tomate rojo, y pequeñas siembras de hortaliza.
San Mateo Sindihui ya es uno de los principales municipios en la siembra de maguey silvestre en vivero en el estado.
También el cultivo de aguacate ha tomado relevancia con una producción anual de aproximadamente 100 toneladas de producto.

### Hidrografía
El municipio pertenece a la subcuenca del río Sordo, dentro de la cuenca del río Atoyac, parte de la región hidrológica de Costa Chica-Río Verde. Dentro de su territorio cruza el río Sombra que más tarde conforma el río Verde en la costa Oaxaqueña. Dentro del poblado cuenta con tres manantiales: el Ojo de Agua grande, El Ojo de Agua Chiquita y el Ojo de Agua del Lobo. Fuera de la población también cuenta con varios manantiales como son los dos manantiales en la región del Yododine, uno en la región del agua dulce que forma el torrente del agua salada, en nacimiento pequeño en la Culebra, un nacimiento en la Guacamaya, un manantial en Tabaco; estos son los más significativos.

## Clima
El clima de San Mateo Sindihui es semicálido subhúmedo con lluvias en verano en el 76% de su territorio, cálido subhúmedo con lluvias en verano en el 23% y templado subhúmedo con lluvias en verano en el 1% restante. El rango de temperatura promedio es de 18 a 20 grados celcius, el mínimo promedio es de 10 a 12 grados y el máximo promedio de 26 a 28 grados. El rango de precipitación media anual es de 800 a 1000 mm y los meses de lluvias van de octubre a mayo.

## Demografía
De acuerdo al último censo, realizado por el INEGI en 2010, en el municipio habitan 2086 personas, repartidas entre 3 localidades. Del total de habitantes de San Mateo Sindihui, 53 personas hablan alguna lengua indígena.

### Localidades
La demarcación cuenta con tres localidades, de las cuales la cabecera y la más poblada es San Mateo Sindihui.
| Código INEGI | Localidad                 | Población (2010) | Altitud (m s. n. m.) | Categoría  |
| ------------ | ------------------------- | ---------------- | -------------------- | ---------- |
| 202550001    | San Mateo Sindihui        | 1770             | 1466                 | Pueblo     |
| 202550003    | San Isidro (Agua de Lobo) | 256              | 1458                 | Indefinida |
| 202550004    | Llano Pozol               | 51               | 1378                 | Indefinida |

### Grado de marginación
De acuerdo a los estudios realizados por la Secretaría de Desarrollo Social en 2010, el 53% de la población del municipio vive en condiciones de pobreza extrema. El grado de marginación de San Mateo Sindihui es clasificado como Muy alto. En 2014 el municipio fue incluido en la Cruzada nacional contra el hambre.

## Política

### Gobierno
El municipio se rige mediante el sistema de usos y costumbres, eligiendo gobernantes cada tres años de acuerdo a un sistema establecido por las tradiciones de sus antepasados.

### Regionalización
San Mateo Sindihui pertenece al VI Distrito Electoral Federal de Oaxaca, y al VIII Distrito Electoral Local, con sede en Heroica Ciudad de Tlaxiaco.